# Tijovac (Kuršumlija)
Pour les articles homonymes, voir Tijovac.
Tijovac (en serbe cyrillique : Тијовац) est un village de Serbie situé dans la municipalité de Kuršumlija, district de Toplica. Au recensement de 2011, il comptait 69 habitants.

## Démographie
| 1948 | 1953 | 1961 | 1971 | 1981 | 1991 | 2002 | 2011 |
| ---- | ---- | ---- | ---- | ---- | ---- | ---- | ---- |
| 246  | 257  | 220  | 169  | 142  | 96   | 77   | 69   |

|  |